# Madeleine Touros d’Heinze
Madeleine Touros Graf d’Heinze Chevalier Seigneur de Millon de Vigny (* 1729 in Frankreich; † 7. Dezember 1810 in Luckenwalde) war ein preußischer Generalmajor und Ingenieur.

## Leben

### Militärkarriere
Er kam 1741 zunächst in französische Dienste. Er nahm zwischen 1742 und 1749 am Feldzug gegen Österreich teil. Bei der Belagerung von Mons wurde er am Kopf verwundet und bei der Belagerung von Maastricht verschüttet. Im Jahr 1746 wurde er Leutnant, 1749 Hauptmann und 1760 Major des Ingenieurkorps. Der preußische General Salenmon empfahl ihn seinem König Friedrich II. Dieser schicke dem Major 600 Taler und der Major Heinze kam nach Potsdam. Am 14. Februar 1768 wurde er preußischer Oberstleutnant (mit Patent vom 17. Februar 1768) und einem Gehalt von 2200 Talern. Am 25. Juli 1768 erhielt er den Auftrag zusammen mit dem Hauptmann Le Clair die Festung Kolberg zu inspizieren und aufzunehmen.
Am 17. Juni 1770 erhielt er Urlaub um in den österreichischen Niederlanden einen Prozess zu führen. Dann am 1. Juli 1773 wurde er nach Marienburg geschickt, um den Festungsbau in Westpreußen zu reorganisieren. Am 7. März 1774 erhielt er zur Unterstützung fünf Ingenieuroffiziere zugeteilt, darunter Karl Friedrich Erhard von Legat. Er nahm dann am Bayrischen Erbfolgekrieg teil. Am 15. Juni 1787 Oberst und erhielt am 29. Januar 1793 die Ernennung zum Generalmajor selon votre ardent desir dazu wurde er Oberbrigadier der Ingenieure in Preußen und Pommern. Am 31. Dezember 1796 erhielt er seine Demission mit 1000 Talern Pension. Nach dem verlorenen Krieg von 1806 wurde er auf halbe Pension gesetzt. Er starb am 7. Dezember 1810 in Luckenwalde.

### Familie
Seine erste Frau war Julie Elisabeth Carlotte de Colonet de Ligneres, von der er aber geschieden wurde. Seine zweite Frau wurde dann Magdalene Fury de la Tour de Vigny. Das Paar hatte folgende Kinder:
- Dorothea Magdalene (* 13. Februar 1776; † 1806) ⚭ 1793 Karl Friedrich Franciscus von Steinmetz (1768–1837), Generalleutnant
- Johann Karl Madeleine (* 13. Oktober 1777; † 22. Januar 1846)

⚭ 1810 (Scheidung) Wilhelmine von Heydebrandt.
⚭ 1816 Charlotte Luise Müller (* 1790; † 11. Juni 1845)
Beide Kinder wurde außerhalb der Ehe geboren und am 16. November 1788 unter dem Namen de Vigny legitimiert. Die Hochzeit war zunächst vom König verweigert worden, erst spät kam die Erlaubnis.